# 西海水闸
西海水闸，又名：南浦水闸，是朝鲜大同江出海口上修建的一座防潮堤，位于南浦特別市以西15公里。水闸将大同江与黄海隔开，大堤长8公里，有三道船闸，可通过50,000吨级海轮。水闸建于1981年，举全国之力建设，至1986年竣工，约耗费40亿美元。此项水利工程的目标是为了阻挡黄海海水倒灌大同江，建立灌溉系统使得河口沿岸的土地适合耕种。
朝鲜官方将此工程视做本国建设的主要成就之一，经常作为电视新闻播报的背景画面出现。它也是国际旅行团的行程安排中的常见景点。坝顶铺有公路连接两岸，与大坝相连小岛上建有游客中心，为游人播放介绍该工程的多国语影片。